# Trampolinspring
Trampolinspring er en sportsgren, hvor en eller flere deltagere skal hoppe på en trampolin og lave diverse øvelser og spring. Trampolinsporten organiseres i Danmark af Danmarks Gymnastik Forbund (DGF).
Der er konkurrencer i trampolinspring for enkeltpersoner (individuelt), for femmandshold og for synkroniserede par. Man får point alt efter udførelse og sværhedsgrad, idet der trækkes point fra, hvis springeren kommer ud af rytme, laver fejl i et spring, har usikkerhed med mere.

## Trampolinen
Trampolinen er ca. 1,20 meter høj, har en længde på 3,60-4,50 meter og en bredde på ca. 3 meter. Trampolinen består af en udspændt nylondug, der oftest er flettet. Dugen er spændt op i en metalramme med ca. 120 stålfjedre, som er dækket med en sikkerhedsmåtte, så man ikke falder ned gennem fjedrene. For enderne stiller man oftest et stativ med en tyk sikkerhedsmåtte op.
Trampolinens dug er som regel hvid, med nogle rødlige streger der viser springeren, hvor han eller hun skal lande for at få det bedste spring ud af det.

## Sikkerhed og modtagning
På hver af trampolinens fire sider står der nogle såkaldte modtagere, der skal stå klar og observere under konkurrencen. Ved et evt. fald skal modtagerne prøve at gribe eller hjælpe, hvis det er muligt, for at gøre sikkerheden så høj som muligt for springeren. Modtageren kaldes også en iagttager.

## Konkurrencerummet
Konkurrencerummet skal have en højde på mindst 7 meter. Dette kræves der fra DGF, både på grund af sikkerheden, og for at springeren kan give sine spring fuld højde, idet der er nogle spring/hop, der kræver, at der er denne minimumhøjde på syv meter.
Ved internationale konkurrencer skal der være 8 meters frihøjde over trampolinen.

## Synkronspring
Ved synkronspring er man normalt to personer der hopper sammen. I synkronspring er det meget vigtigt, at begge deltagere følger hinanden helt præcist. Hvis en af de to deltagere kommer ud af takt, straffes de med minuspoint.

## Trampolinspringere
Trampolinspring er en sport for både børn og voksne i alle aldre og uanset niveau. Der påstås, at alle kan lære det, bare man har vilje til det.[kilde mangler] Trampolintræningen er ikke opsplittet i køn, der er både piger og drenge på holdene. Til konkurrencer springes der dog kønsopdelt.

## Historie
Trampolin er en international sportsgren, der har været en del af det olympiske program siden Sydney 2000.
Danmark var for første gang repræsenteret ved OL i Athen 2004 ved Peter Jensen, som også repræsenterede Danmark ved OL i Beijing 2008 og London 2012.
Gennem 1940'erne og 1950'erne blev trampolinspring udviklet til en sportsgren og introduceret i Europa. I 1964 afholdtes de første verdensmesterskaber i London, og den første mandlige verdensmester blev amerikaneren Dan Millman.
Trampolin har tidligere været en uafhængig sportsgren organiseret under Federation International de Trampoline (FIT), men er i dag organiseret under FIG, Federation International de Gymnastique og i Danmark under Danmarks Gymnastik Forbund.